# توقیف برنامه‌های تلویزیونی در ایران
چندین برنامه تلویزیونی در ایران تاکنون مورد توقیف قرار گرفتند که از آن جمله می‌توان به عموپورنگ و مثلث شیشه‌ای اشاره کرد.

## مثلث
مثلث برنامه‌ای بود با مجری‌گری رضا رشیدپور که از شبکه تهران پخش می‌شد پس ازپخش یک شب برنامه که نظر سنجی از مردم دربارهٔ کارهای محسن نامجو بود متوقف شد..

## شب شیشه‌ای
در سال ۱۳۸۶ تهیه‌کننده برنامه شب شیشه‌ای که از شبکه تهران پخش می‌شد توقف در پخش یکی از قسمت‌های شب شیشه‌ای با حضور مهران مدیری را تکذیب و شایعه خواند و گفت که آن شب مهمان برنامه مهران مدیری بود ولی یک برنامه به کنداکتور پخش اضافه شده بود که بنابر تصمیم مدیران شبکه، برنامه ما به جای آن برنامه حذف شد. رضا رشید پور مجری برنامه دراین باره گفت: هر مقطعی در بین افراد، مدیران و شبکه‌های تلویزیونی اتفاقاتی می‌افتد که از حیطه اختیارات ما برنامه سازان خارج است.

## عبور شیشه‌ای
در برنامه عبور شیشه‌ای با مجری‌گری رضا رشیدپور زمانی که سیروس گرجستانی از مایکل جکسون به عنوان خواننده مورد علاقهٔ پسرش یاد می‌کند رشیدپور وقت برنامه را تمام شده دانست. رشید پور دراین باره اعلام کرد که به ناچار به خاطر فیلم سینمایی که پس از برنامه پخش می‌شود برنامه زودتر تمام شده و دلیل دیگری نداشته‌است.

## مثلث شیشه‌ای
در ۷ تیرماه ۱۳۸۷  بر نامه مثلث شیشه‌ای که مجری آن رضا رشید پور بود در سی و پنجمین برنامه متوقف شد در حالی که پیشتر اعلام شده بود ۹۰ شب ادامه خواهد داشت. رشید پور در آخرین برنامه خود دربارهٔ پایان پخش برنامه به کنایه گفت:«این برنامه داغ در شب‌های بدون برق تابستان امسال پخش نخواهدشد تامردم بیش از حد گرمشان نشود و به جایش برنامه‌های سرگرم‌کننده تماشا کنند.»

## عمو پورنگ
در سال ۱۳۸۷ پخش برنامه تلویزیونی عمو پورنگ که هفت سال از پخش آن می‌گذشت متوقف شد. در یک برنامه کودکی در یک گفتگوی تلفنی زنده در پاسخ به سؤال مجری برنامه دربارهٔ نام عروسک میمون خود گفت پدرش عروسک را احمدی نژاد نامیده‌است. پس از پخش این برنامه مسئولان صدا و سیما برنامه را از فهرست برنامه‌ها خارج کردند.
درتابستان ۱۳۹۱ این برنامه از شبکه دو سیمای جمهوری اسلامی ایران دوباره روی آنتن رفت.

## زنده رود
«زنده رود» که یک برنامه زنده با اجرای رضا رشیدپور در اصفهان بود پس از گفتگوی ملیکا شریفی نیا و رشید پور پس از پنج سال پخش توقیف شد.ملیکا شریفی نیا در آن گفتگو اعلام کرده بود که من عرق ملی ندارم و افتخاری به ایرانی بودن خود نمی‌کنم.

## شب از خورشید پر میشه
«شب از خورشید پر میشه» برنامه‌ای با مجری‌گری محمود شهریاری بود که از برج آزادی به‌طور زنده از شبکه تهران پخش میشد.دست اندرکاران شبکه پنج دراین مورد اعلام کردند که به برخی دلایل این برنامه پخش نخواهد شد.روزنامه «بانی فیلم» براساس برخی شنیده‌ها دلیل توقف برنامه را سؤال وجواب شهریاری با یکی از بازیگران سریال شمس‌العماره عنوان کرد.

## کتونی زرنگی
در سال ۱۳۹۸  قرار بود تا سریال کتونی زرنگی از شبکه سوم پخش شود ولی به خاطر دیدگاههای سیاسی کارگردانش علی ملاقلی پور توقیف شد.این سریال در ۱۷ بهمن ۱۴۰۱ روی آنتن شبکه ۳ رفت.

ت.

## باب‌اسفنجی شلوارمکعبی
پخش مجموعه پویانمایی باب‌اسفنجی شلوارمکعبی، پس از انتقاداتی که بر آن وارد بود به دلیل القای مفاهیم نامناسب و ضدارزشی در صداوسیمای جمهوری اسلامی ایران متوقف شده است.